# Age of Empires IV
Age of Empires IV är ett realtidsstrategidatorspel utvecklat av Relic Entertainment, och det fjärde i Age of empires-serien. Spelet tillkännagavs för första gången av Microsoft den 21 augusti 2017.
Ytterligare information om spelet visades upp under XO19-evenemanget den 14 november 2019, där stridsscener med medeltida krigföring mellan mongoliska och engelska krigsstyrkor visades upp.  Spelet släpptes 28 oktober 2021.